# De Waghemakere

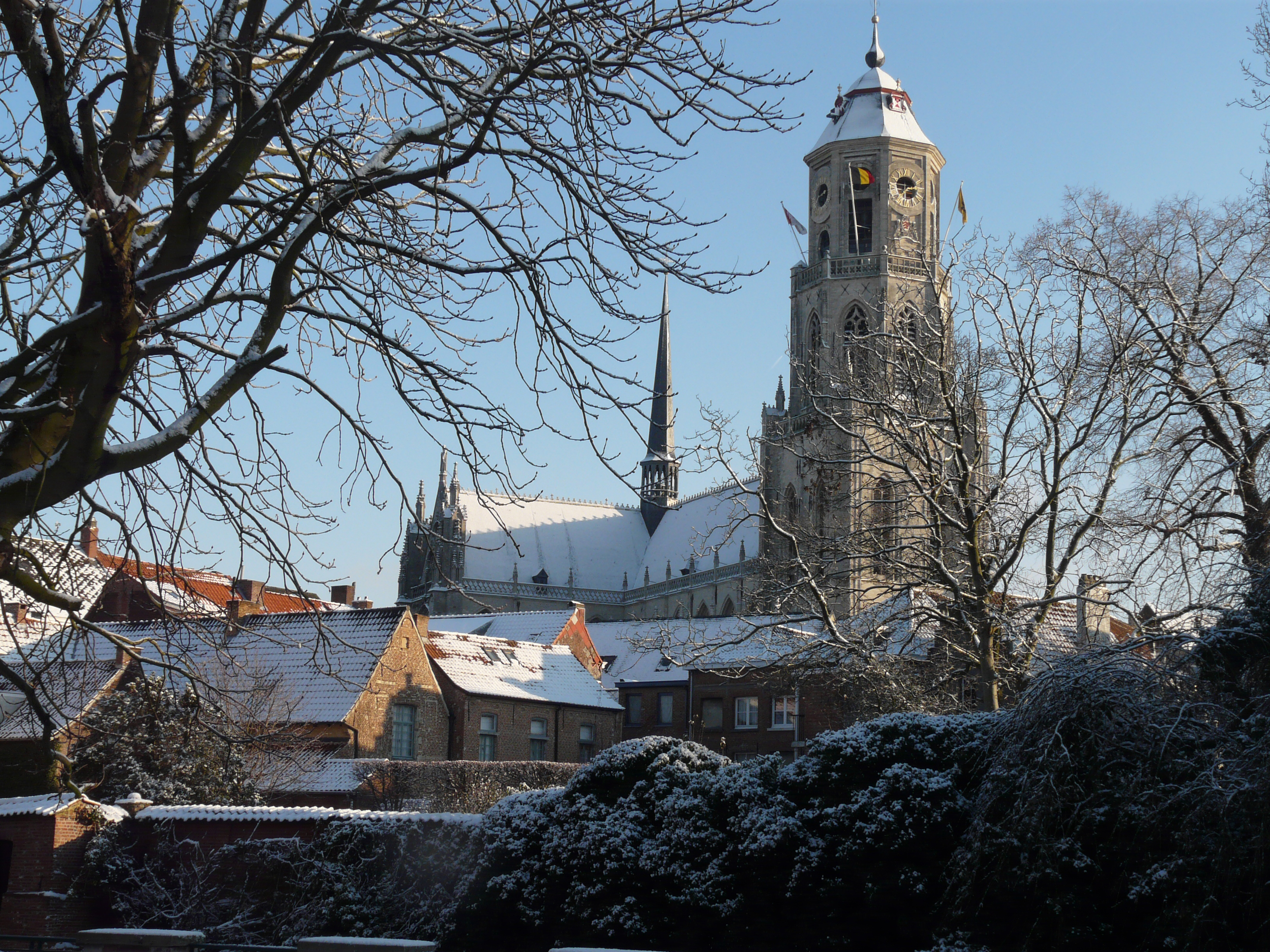
La Chiesa di San Gummaro a Lier.

I de Waghemakere sono una famiglia di importanti architetti fiamminghi dell'Architettura gotica, grandi interpreti dello stile gotico brabantino.
Originari di Anversa, i massimi esponenti erano Herman (c. 1430–1503) e suo figlio Dominikus o Domien (c.1460–1542):
- Herman De Waghemakere è stato mastrocostruttore della Cattedrale di Anversa a partire dal 1474, quando venne ingaggiato per continuare l'alta torre (dal secondo piano), la navata settentrionale e la Cappella della Circoncisione (1473–1503). Verso il 1480 costruisce la Collegiata di San Martino a Aalst[1]. Suo capolavoro è la Chiesa di San Giacomo di Anversa, iniziata nel 1491. Inoltre fra il 1473 e il 1485 lavorò alla costruzione della Chiesa di San Gummaro a Lier, dove costruì il deambulatorio il coro e la cappella absidale; nel 1482-87 si occupò della Basilica di San Villibrordo a Hulst, e verso il 1501 progettò il bell'edificio dell'antico Mercato delle carni ad Anversa.
- Dominikus De Waghemakere iniziò la sua carriera nel 1494, a fianco del padre, nella costruzione della chiesa di Lier. Completò fra il 1521 e il 1530 la torre della Cattedrale di Anversa con la splendida guglia gotico-fiammeggiante. Fra il 1502 e il 1542 lavorò e completò la Chiesa di San Giacomo di Anversa; dal 1514 al 1529 si occupò della Chiesa di Sant'Andrea ad Anversa[2]. Insieme all'altro grande architetto fiammingo Rombout Keldermans costruì fra il 1514 e il 1523 la Maison du Roi sulla Grand Place di Bruxelles; nel 1515 costruì la Borsa di Anversa[3]; dal 1517 progettò la Chiesa di San Paolo ad Anversa[4]; fra il 1517 e il 1533 si occupò del Municipio di Gand; verso il 1520, insieme a Keldermans, collaborò alla ristrutturazione della Rocca di Anversa e nel 1525 al Castello dei Duchi di Brabante a Turnhout.

## Galleria d'immagini

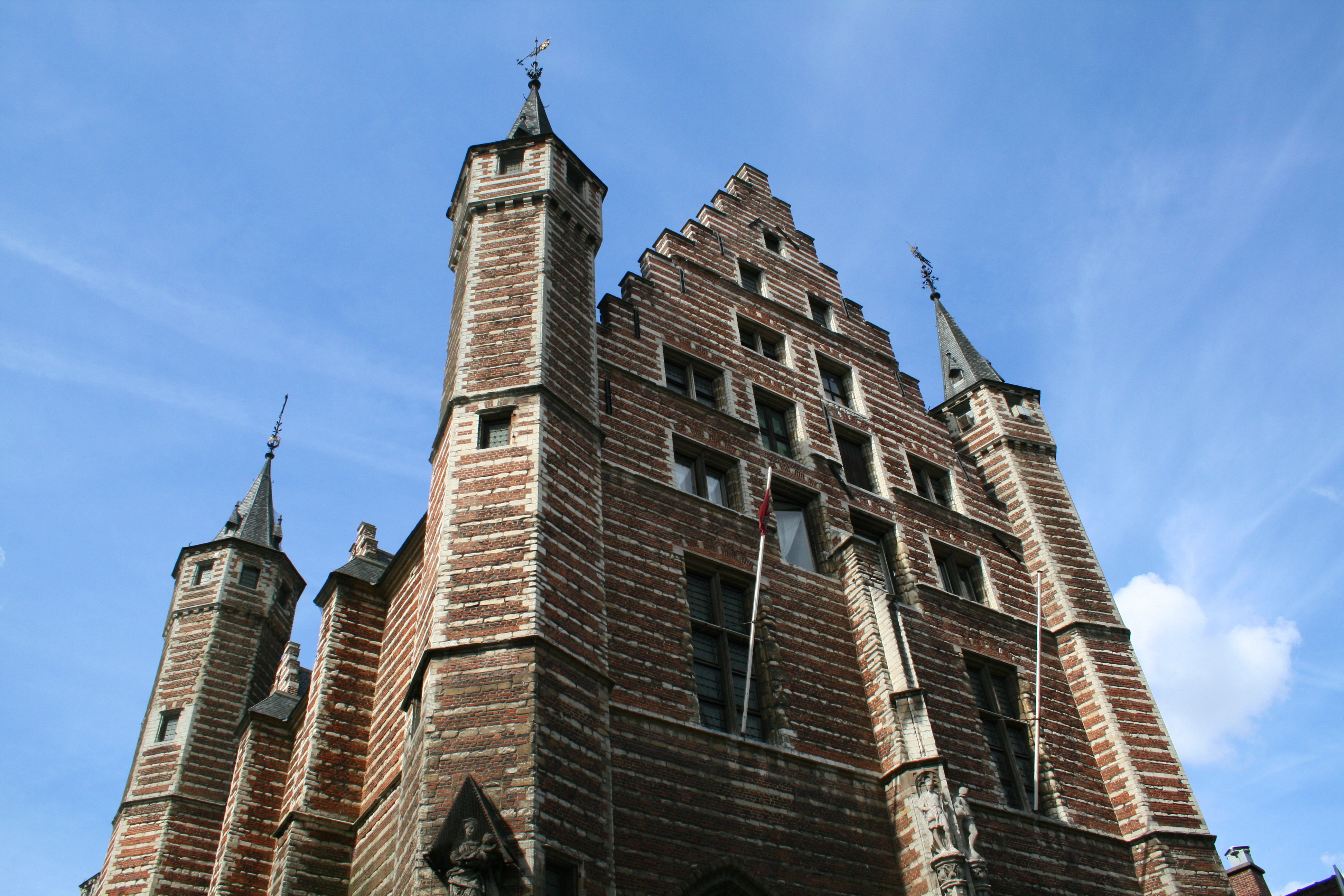
Il Mercato delle carni ad Anversa.
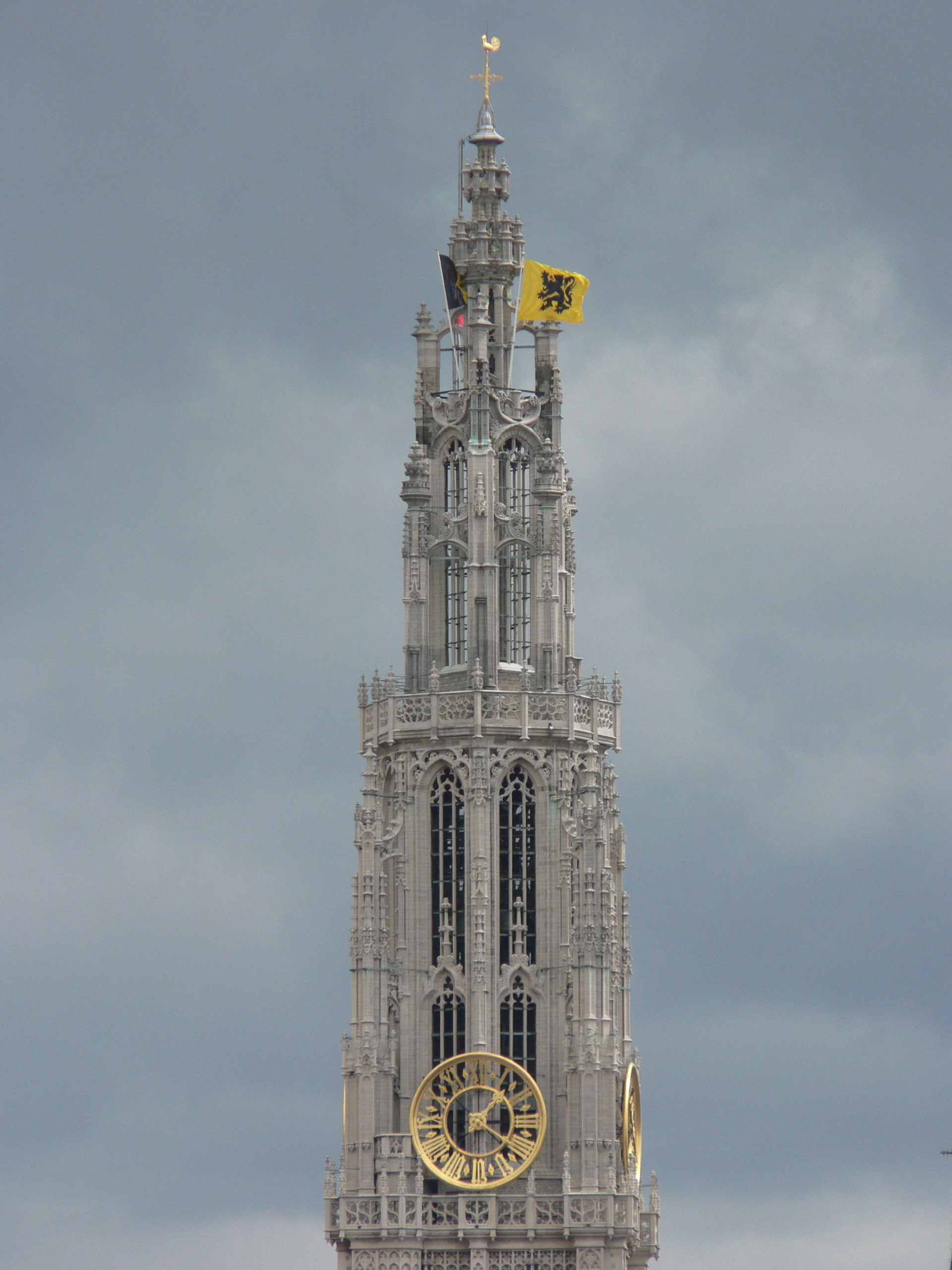
la guglia della Cattedrale di Anversa.
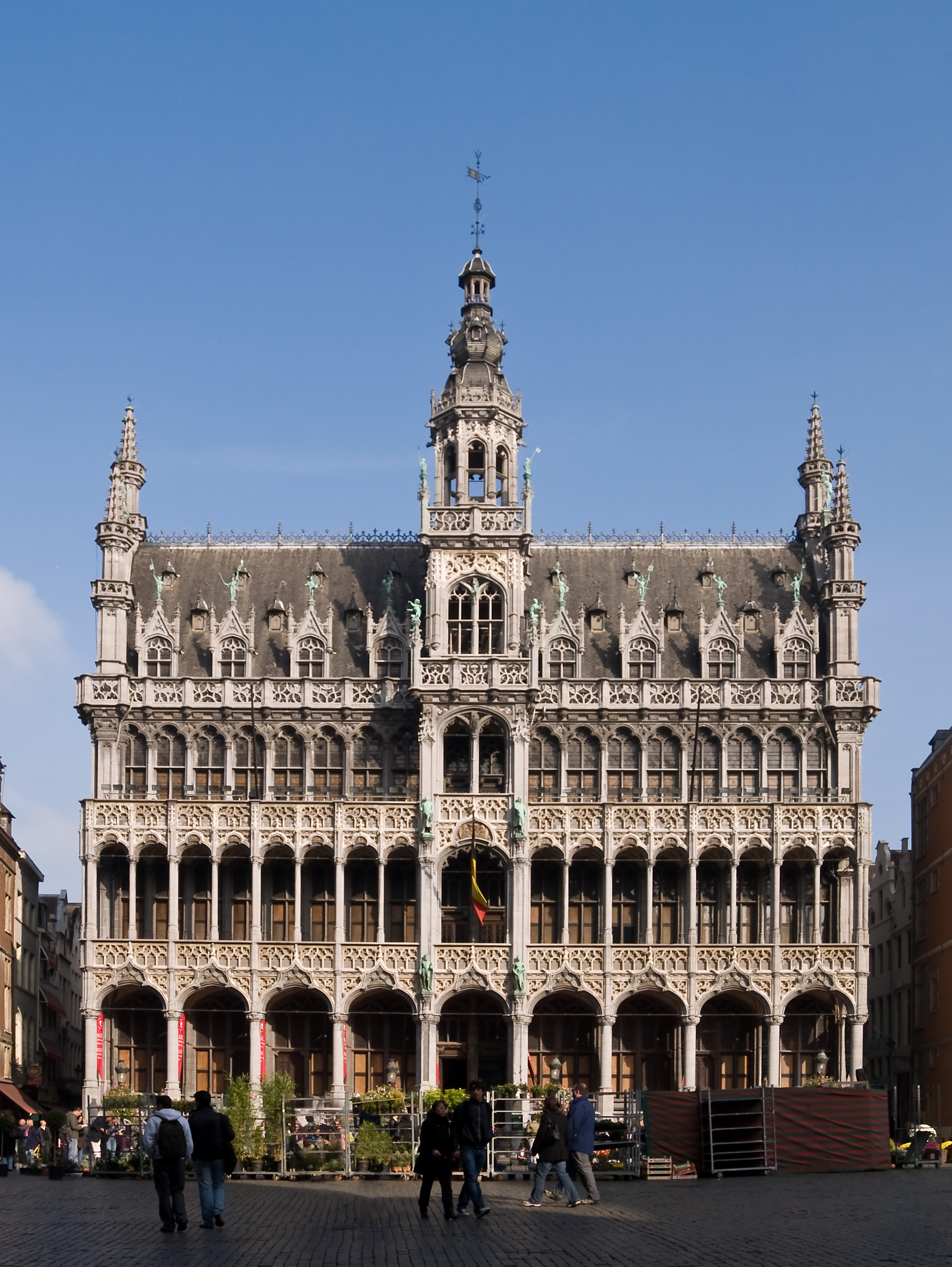
La Maison du Roi sulla Grand Place di Bruxelles.
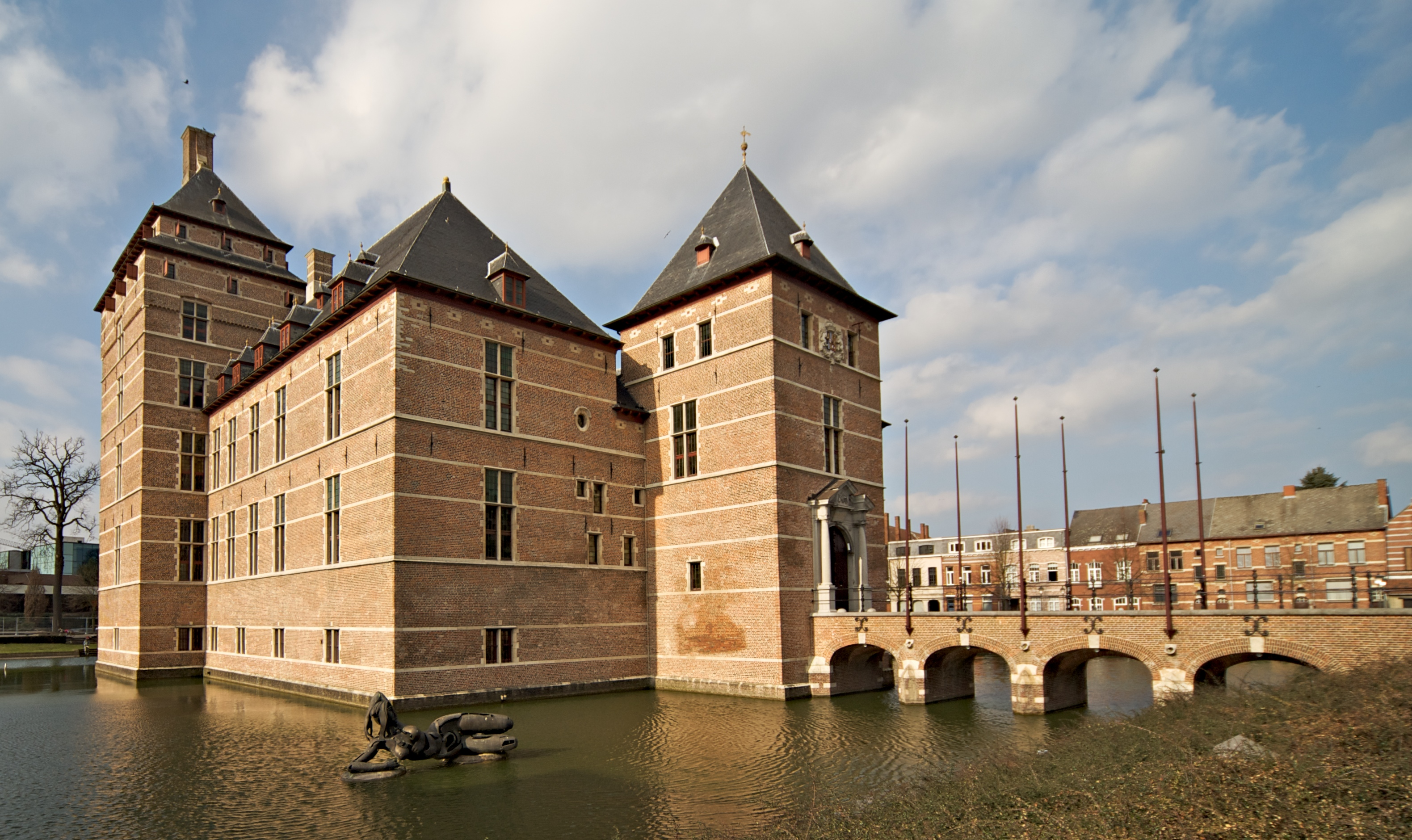
Il Castello dei Duchi di Brabante a Turnhout.